# Dragon Ball Z : Réunissez-vous ! Le Monde de Goku
 (mai 2024).
Dragon Ball Z : Réunissez-vous ! Le Monde de Goku (あつまれ！ 悟空ワールド, Doragon Bōru Zetto Atsumare! Gokū Wārudo) est l'une des vidéos spéciales de la série animée Dragon Ball Z.
Non-sorti au cinéma ni même hors du Japon, cette vidéo, d'une durée de 30 minutes, est en fait destinée à être utilisé avec le Terebikko : à plusieurs occasions, les personnages posent une question par pseudo-téléphone, et le joueur/téléspectateur doit y répondre correctement.

## Synopsis
Il s'agit en réalité d'un jeu qui est plutôt une vidéo interactive sur console Terebikko plus VHS, dans laquelle Trunks, revenu dans le passé une deuxième fois emmène Son Goku, Son Gohan, Krilin et Bulma dans le passé grâce à la machine à voyager dans le temps pour vous poser des questions sur l’histoire et vous y répondez en appuyant sur une des quatre touches du Terebikko (une sorte de téléphone). Au tout début, on assiste à la rencontre entre Son Goku,  petit et Son Goku, grand, on a aussi la révélation que Jackie Chun était bien Kamé Sennin, puis divers extraits de la série couplés à de nouvelles scènes. À la fin du jeu ou de la vidéo, Cell fait une apparition. Il absorbe C-17 et C-18 et décide de venger le Dr Gero et l'armée du Red Ribon de Son Goku. Il a donc atteint sa forme parfaite, un combat entre Son Goku, et Cell, commence donc, Son Gohan, Krilin et Trunks interviendront mais Son Goku en Super Saïyen le fera fuir, Cell, prévient qu’il reviendra plus fort la prochaine fois.

## Fiche technique
- Titre original : あつまれ！ 悟空ワールド (Doragon Bōru Zetto Atsumare! Gokū Wārudo)
- Titre français traduit : Dragon Ball Z : Réunissez-vous ! Le Monde de Gokû
- Scénario : adapté du manga Dragon Ball d'Akira Toriyama
- Société de production : Tōei animation
- Société de distribution : Bandai
- Pays d’origine :  Japon
- Langue : japonais
- Format : Couleurs
- Genre : Aventure, fantastique
- Durée : 30 minutes
- Date de sortie : 1992, au moment de la sortie de la console Terebikko

## Distribution
- Takeshi Aono : Démon Piccolo
- Toshio Furukawa : Piccolo
- Ryō Horikawa : Vegeta
- Miki Itō : C-18
- Yasuhiko Kawazu : Gorille géant
- Takeshi Kusao : Trunks (futur)
- Hiroshi Masuoka : Kamé Sennin
- Ryūsei Nakao : Freezer
- Masako Nozawa : Son Gohan
- Masako Nozawa : Son Goku
- Mayumi Tanaka : Krilin
- Hiromi Tsuru : Bulma
- Norio Wakamoto : Cell
- ? : Arbitre du Tenkaichi Budokai
- ? : Bubbles
- ? : C-17
- ? : Roi Cold
- ? : Tout-Puissant
- ? : Polunga
- ? : Mr. Popo
- ? : Shenron
- ? : Grand-père Son Gohan
- ? : Yamcha
- ? : Maitre Kaio
- ? : Karin

## Autour du film
L’histoire se déroule avant l’arrivée de Cell, mais il s’agit là d’une histoire alternative à l’originale car on voit Cell,  absorber les cyborgs avant de rencontrer nos héros, il avait donc atteint sa forme parfaite avant de les affronter. Cette vidéo est non-sortie au cinéma ni même hors du Japon, elle est destinée à être utilisé avec le Terebikko, à plusieurs occasions, les personnages posent une question sur l’histoire par pseudo-téléphone, et le joueur doit y répondre.
Le fait que ce moyen-métrage ne soit disponible qu'au Japon en VHS l'a rendu rare, d'autant qu'il n'a pas été réédité depuis.